# Survivor Series 2005
Survivor Series (2005) was een professioneel worstel-pay-per-view (PPV) evenement dat georganiseerd werd door WWE voor hun Raw en SmackDown! brands. Het was de 19e editie van Survivor Series en vond plaats op 27 november 2005 in het Joe Louis Arena in Detroit, Michigan.

## Matches
| Nr. | Match | Winnaar(s)      | Opmerkingen                                                                       | Bron  |
| --- | --- | --------------- | --------------------------------------------------------------------------------- | ----- |
| 1H  | Juventud (met Psicosis & Super Crazy) vs. Simon Dean | Juventud        | Eén-op-één match. Vooraf opgenomen op Heat.                                       | [ 2 ] |
| 2   | Booker T (met Sharmell) vs. Chris Benoit | Booker T (nc)   | Eén-op-één match voor het vacante WWE U.S. Championship.                          | [ 3 ] |
| 3   | Trish Stratus (c) (met Mickie James) vs. Melina (met Joey Mercury & Johnny Nitro)                                                                                     | Trish Stratus   | Eén-op-één match voor het WWE Women's Championship.                               | [ 3 ] |
| 4   | Triple H vs. Ric Flair | Triple H        | Last Man Standing match.                                                          | [ 3 ] |
| 5   | John Cena (c) vs. Kurt Angle | John Cena       | Eén-op-één match voor het WWE Championship met Daivari als Special Guest Referee. | [ 3 ] |
| 6   | Theodore Long (met Palmer Canon) vs. Eric Bischoff | Theodore Long   | Eén-op-één match.                                                                 | [ 3 ] |
| 7   | Team SmackDown! (Batista, Bobby Lashley, John "Bradshaw" Layfield, Randy Orton & Rey Mysterio) vs. Team Raw (Big Show, Carlito, Chris Masters, Kane & Shawn Michaels) | Team SmackDown! | 5-tegen-5 Survivor Series elimination match.                                      | [ 3 ] |